# Липман, Рудольф
Рудольф Липман (нем. Rudolf Liepmann; 23 апреля 1894, Берлин — 30 июля 1940, Шанхай) — немецкий офицер и юрист, кавалерист Первой мировой войны, боец антикоммунистического фрайкора во время Ноябрьской революции. Активный участник убийства Карла Либкнехта. Служил в судебной системе Веймарской республики. В Третьем рейхе уволен как еврей. Эмигрировал в Китай, бесследно исчез в Шанхае.

## На войне и во фрайкоре
Родился в семье Пауля Липмана, известного прусского юриста и национал-либерального политика еврейской национальности. В годы Первой мировой войны Рудольф Липман служил в гвардейской кавалерии, был награждён Железным крестом 1-го и 2-го класса.
Во время Ноябрьской революции убеждённый антикоммунист Рудольф Липман вступил в «белый» фрайкор Вальдемара Пабста и стал его адъютантом. Участвовал в подавлении марксистского Восстания спартакистов.

## Убийство Либкнехта
15 января 1919 года фрайкор Пабста захватил основателей Коммунистической партии Германии Карла Либкнехта и Розу Люксембург. После краткого допроса и совещания офицеров было принято решение о бессудном убийстве.
Роза Люксембург была избита рядовым Отто Рунге и застрелена лейтенантом Германом Сушоном. Расстрел Карла Либкнехта (также после избиения, произведённого Рунге) Пабст поручил капитану Хорсту фон Пфлюгк-Хартунгу, лейтенантам Ульриху фон Ритгену, Генриху Штиге, Курту Фогелю, Рудольфу Липману. Выстрелы в Либкнехта, оказавшиеся смертельными, произвёл Липман.
Весной 1919 года власти Веймарской республики начали судебное преследование участников убийства Либкнехта и Люксембург (в итоге двухлетний реальный срок отбывал только Рунге). Рудольф Липман был оправдан.

## Мятежник и юрист. Увольнение по национальности
В 1920 году Рудольф Липман участвовал в Капповском путче. Был ранен в столкновениях, с тех пор периодически вынужден был пользоваться костылём. Углублённо изучал юриспруденцию. В 1926 году Липман написал диссертацию, посвящённую роли полиции среди других силовых структур. Особое внимание он уделял правовым основаниям применения оружия. Получил степень доктора юридических наук.
После прихода к власти нацистской партии в 1933 году Рудольф Липман устроился на судебную службу. Однако, в 1936, в соответствии с Нюрнбергскими законами, был уволен как еврей. Участие Липмана в антикоммунистическом фрайкоре, убийстве Либкнехта и правом мятеже Каппа не было принято во внимание (тогда как этнический немец Рунге получил в Третьем рейхе денежную премию).

## Эмиграция и исчезновение
В 1939 году Рудольф Липман эмигрировал в Китай. На следующий год его след затерялся. Последняя весть о Липмане датирована 30 июля 1940. Этот день считается последним в его жизни.
В библиотеке Гарвардского университета содержится подписанная Рудольфом Липманом конкурсная рукопись на тему Моя жизнь в Германии до и после 30 января 1933 года. Есть основания предполагать, что рукопись отправлена неизвестными лицами уже после исчезновения Липмана.